# William David

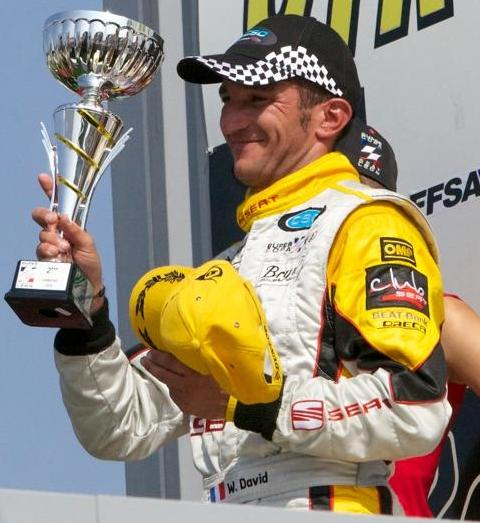
William David 2012

William David (* 21. Februar 1969 in Pau) ist ein französischer Autorennfahrer.

## Karriere
William David begann seine Karriere 1987 in der französischen Formel-Ford-1600-Meisterschaft. 1989 sicherte er sich auf einem Van Diemen RF89 die Gesamtwertung dieser Meisterschaft und gewann in diesem Jahr zwölf Meisterschaftsläufe. Es folgte der Wechsel in die Formel 3, wo er aber mangels finanzieller Unterstützung nur wenige Rennen bestreiten konnte. Ohne zahlungskräftigen Sponsor blieb dem jungen Franzosen eine weitere Karriere im Monoposto-Sport verwahrt. Es folgte 1993 der Einstieg in den Peugeot-905-Spider-Cup – einem kostengünstigen französischen Markenpokal. Die erste Saison beendete er als Gesamtdritter, 1994 sicherte er sich die Gesamtwertung. Dieser Erfolg öffnete ihm die Tür zum internationalen Sportwagensport. Initiator war der französische Rennstallbesitzer Gérard Welter, der als Fahrzeugdesigner bei Peugeot aktiv war. Welter rekrutierte immer wieder Piloten aus dem Markenpokal für sein Rennteam Welter Racing. Einer dieser Piloten war David, der 1995 für das Team beim 24-Stunden-Rennen von Le Mans an den Start ging. David stellte den WR LM94 im Training überraschend auf die Pole-Position. Es ist bis heute die einzige schnellste Trainingszeit, die Welter Racing bei diesem Langstreckenrennen erzielen konnte. Im Rennen fiel der Wagen nach einer frühen Führung durch einen technischen Defekt am Sonntagmorgen aus. Auch 1996 war David für Welter in Le Mans am Start und wieder gab es einen Ausfall.
Schon 1995 war er in die französische Tourenwagenmeisterschaft eingestiegen und wurde dort in den nächsten Jahren zu einem der bestimmenden Fahrer. Zweimal, 1999 und 2000, wurde er überlegen französischer Supertouring-Champion. David ist nach wie vor als Rennfahrer aktiv und war in den letzten beiden Jahren im nationalen Super-Leon-Cup am Start.
William David hat eine eindrucksvolle Erfolgsbilanz als Tourenwagen- und GT-Pilot; er feierte 39 Rennsiege und stand in Summe 45-mal auf dem Podium der ersten drei.

## Statistik

### Le-Mans-Ergebnisse
| Jahr | Team          | Fahrzeug | Teamkollege         | Teamkollege       | Platzierung | Ausfallgrund |
| ---- | ------------- | -------- | ------------------- | ----------------- | ----------- | ------------ |
| 1995 | Welter Racing | WR LM94  | Jean-Bernard Bouvet | Richard Balandras | Ausfall     | Benzinpumpe  |
| 1996 | Welter Racing | WR LM96  | Sébastien Enjolras  | Arnaud Trévisiol  | Ausfall     | Unfall       |